# Божевац (тврђава)
Божевац је тврђава која се налази 15km југоисточно од Пожаревца. Данас има остатака утврђења.